# قلعه کونییوشی
قلعه کونییوشی (به ژاپنی: 国吉城, Kuniyoshi-jō) یک قلعه ژاپنی بود که در میهاما، فوکوئی، استان فوکوئی، ژاپن قرار داشت.